# Балтич, Милутин
Милутин Балтич (серб. Милутин Балтић; 20 декабря 1920, Доне Селиште, близ Глины, Королевство сербов, хорватов и словенцев — 27 октября 2013, Загреб, Хорватия) — югославский государственный деятель, председатель президиума Социалистической Республики Хорватии (1983—1984), Народный герой Югославии.

## Биография
Родился в Доне-Селиште 20 декабря 1920 года. Работал в ремесленной мастерской по ремонту машин в Загребе, затем — слесарем. В 1936 г. включился в молодёжное революционное движение, в 1940 г. вступил в ряды Коммунистической партии Югославии. Был членом республиканского комитета комсомола Хорватии, организовывал профсоюзные акции, за которыми последовал арест и судебное преследование.
После оккупации Югославии в апреле 1941 г. принимал участие в создании первых партизанских отрядов. В октябре 1942 г. становится главой комитета загребского комитета Коммунистической молодёжи, работал в условиях подполья. С 1943 года работал уже в комитете Коммунистической молодёжи по Загребу и Северной Хорватии до конца войны.
В послевоенное время избирался министром труда Народной Республики Хорватии, секретарем по организационным вопросам КПЮ г. Загреба, министром торговли Народной Республики Хорватии, вице-президентом Совета Федерации профсоюзов Хорватии, членом Президиума Совета Федерации профсоюзов Югославии. В 1983—1984 гг. — председатель президиума Социалистической Республики Хорватии.
29 ноября 1953 г. ему было присвоено звание Народного героя Югославии. Награждён также рядом других орденов и медалей.
Скончался в Загребе 27 октября 2013 года: до своей смерти был единственным Народным героем Югославии, проживавшим в Хорватии.